# الدون كا تاي تو

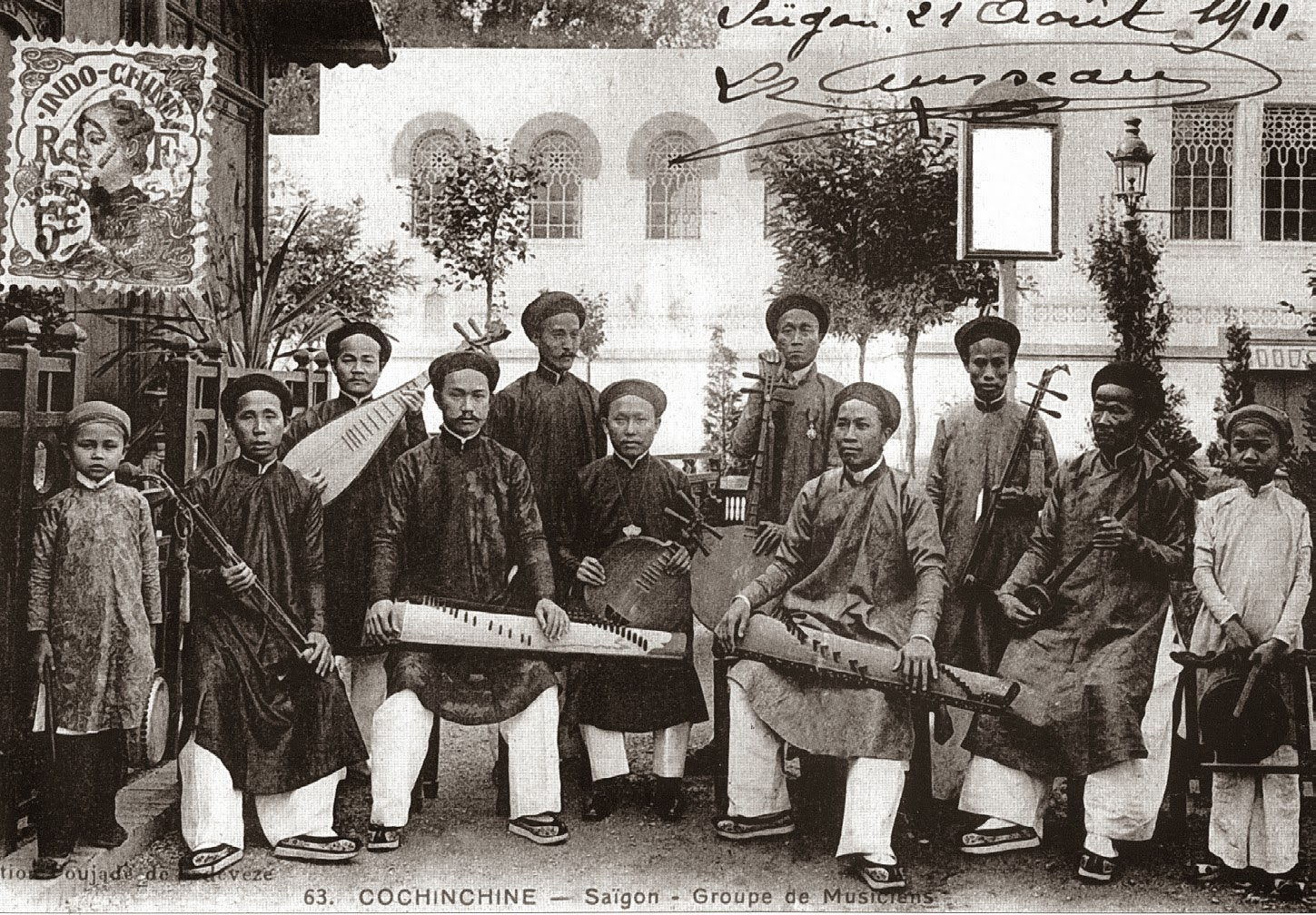
أوركسترا دون كا تاي تو في سايجون، 1911

دون كا تاي تو (بالحروف الصينية: قالب:Vi-nom) أو نهاك تاي تو (樂才子) هو نوع من موسيقى الحجرة في الموسيقى التقليدية لجنوب فيتنام. تشبه أدواتها تلك المستخدمة في أسلوب كا هو؛ بالإضافة إلى ذلك، يتم استخدام إصدارات معدلة من الآلات الأوروبية مثل الجيتار والكمان وجيتار صلب. فونغ كو ("شوق للماضي") هو واحد من الألحان الأكثر شهرة في تاي تو، وتم تأليفه في عام 1919 من قبل المؤلف ông ساو لاو, من مقاطعة باك ليو في جنوب فيتنام.

## أصل الاسم

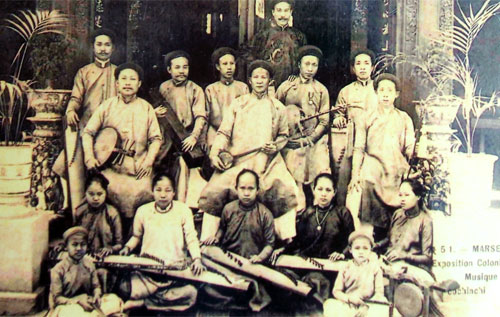
أوركسترا دون كا تاي تو بقيادة نغوين تونج تريو شاركت في معرض البلدان الاستعمارية في مرسيليا، فرنسا، في عام 1906.

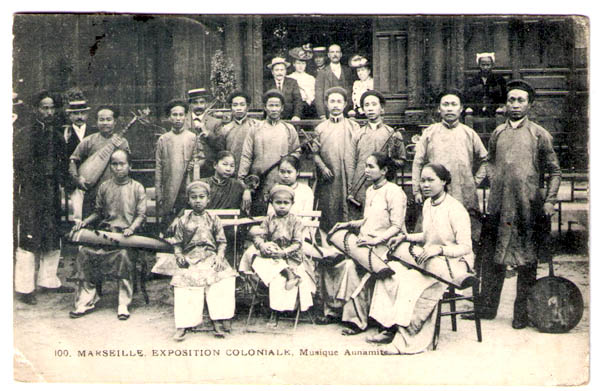
أوركسترا دون كا تاي تو في مرسيليا، فرنسا، 1906

يأتي المصطلح من المفردات الصينية-الفيتنامية nhạc (樂، حرفيًا "موسيقى") وtài tử (才子، حرفيًا "فنان"؛ الدلالة الصينية الأصلية كانت "عالم موهوب").

## روابط خارجية
- "موسيقى هوي وتاي تو في فيتنام: مفهوم الموسيقى وتنظيم الموسيقيين الاجتماعي", بقلم لي توان هونج